# Cournon-d'Auvergne
Cournon-d'Auvergne är en kommun i departementet Puy-de-Dôme i regionen Auvergne-Rhône-Alpes i centrala Frankrike. Kommunen ligger i kantonen Cournon-d'Auvergne som tillhör arrondissementet Clermont-Ferrand. År 2022 hade Cournon-d'Auvergne 20 020 invånare.

## Befolkningsutveckling
Antalet invånare i kommunen Cournon-d'Auvergne
| Referens: INSEE |